# Уравнение движения сплошной среды
Уравнение движения сплошной среды — векторное уравнение, выражающее баланс импульса для сплошной среды:
{\displaystyle \rho {\frac {d{\vec {v}}}{dt}}=\nabla \cdot T+\rho {\vec {f}}}, где
- {\displaystyle \rho } — плотность в точке,
- {\displaystyle {\vec {v}}} — скорость в точке,
- {\displaystyle {\frac {d}{dt}}} — материальная (субстанциональная, полная) производная,
- {\displaystyle T} — тензор напряжений Коши,
- {\displaystyle {\vec {f}}} — вектор внешних массовых сил.

## Историческая справка
Уравнение движения в общем виде было получено Коши в начале 1820-х гг. (анонс относится к 30 сентября 1822 г., краткая публикация в 1823 г., полная публикация — в 1828 г.).

## Вид уравнения в декартовой системе координат
В прямоугольной декартовой системе координат три проекции уравнения движения сплошной среды имеют вид
{\displaystyle \rho \left({\frac {\partial v_{x}}{\partial t}}+v_{x}{\frac {\partial v_{x}}{\partial x}}+v_{y}{\frac {\partial v_{x}}{\partial y}}+v_{z}{\frac {\partial v_{x}}{\partial z}}\right)={\frac {\partial p_{xx}}{\partial x}}+{\frac {\partial p_{xy}}{\partial y}}+{\frac {\partial p_{xz}}{\partial z}}+\rho F_{x},}
{\displaystyle \rho \left({\frac {\partial v_{y}}{\partial t}}+v_{x}{\frac {\partial v_{y}}{\partial x}}+v_{y}{\frac {\partial v_{y}}{\partial y}}+v_{z}{\frac {\partial v_{y}}{\partial z}}\right)={\frac {\partial p_{yx}}{\partial x}}+{\frac {\partial p_{yy}}{\partial y}}+{\frac {\partial p_{yz}}{\partial z}}+\rho F_{y},}
{\displaystyle \rho \left({\frac {\partial v_{z}}{\partial t}}+v_{x}{\frac {\partial v_{z}}{\partial x}}+v_{y}{\frac {\partial v_{z}}{\partial y}}+v_{z}{\frac {\partial v_{z}}{\partial z}}\right)={\frac {\partial p_{zx}}{\partial x}}+{\frac {\partial p_{zy}}{\partial y}}+{\frac {\partial p_{zz}}{\partial z}}+\rho F_{z},}
где {\displaystyle \rho (x,y,z,t)} — плотность сплошной среды, {\displaystyle v_{x}(x,y,z,t)}, {\displaystyle v_{y}(x,y,z,t)}, {\displaystyle v_{z}(x,y,z,t)} — проекции скорости среды, {\displaystyle p_{ij}} — компоненты тензора напряжений, {\displaystyle F_{x}(x,y,z,t)}, {\displaystyle F_{y}(x,y,z,t)}, {\displaystyle F_{z}(x,y,z,t)} — компоненты вектора массовой плотности объёмных сил, действующих на сплошную среду (сила в расчёте на единицу массы). Если используемая система отсчёта не является инерциальной, то в число массовых сил нужно включать силы инерции.
Выражения, стоящие в скобках в левых частях, являются проекциями ускорения, поэтому в некотором смысле уравнение движения можно рассматривать как обобщение второго закона Ньютона для материальной точки постоянной массы.
В произвольной криволинейной системе координат уравнение движения имеет вид
{\displaystyle \rho \left({\frac {\partial v^{i}}{\partial t}}+v^{k}\nabla _{k}v^{i}\right)=\nabla _{k}p^{ik}+\rho F^{i},\quad i=1,2,3,}
где символ {\displaystyle \nabla _{i}} обозначает ковариантную производную по {\displaystyle i}-ой координате, а по повторяющемуся индексу {\displaystyle k} производится суммирование от одного до трёх.

## Специальные формы уравнения
Если сплошная среда покоится (относительно используемой системы координат), {\displaystyle {\vec {v}}\equiv 0}, то уравнения движения превращаются в уравнения равновесия
{\displaystyle 0={\frac {\partial p_{xx}}{\partial x}}+{\frac {\partial p_{xy}}{\partial y}}+{\frac {\partial p_{xz}}{\partial z}}+\rho F_{x},}
{\displaystyle 0={\frac {\partial p_{yx}}{\partial x}}+{\frac {\partial p_{yy}}{\partial y}}+{\frac {\partial p_{yz}}{\partial z}}+\rho F_{y},}
{\displaystyle 0={\frac {\partial p_{zx}}{\partial x}}+{\frac {\partial p_{zy}}{\partial y}}+{\frac {\partial p_{zz}}{\partial z}}+\rho F_{z}.}
Частными случаями уравнения движения являются
- уравнение Эйлера (уравнение движения для идеальной жидкости);
- уравнение Навье — Стокса (уравнение движения для линейно-вязкой жидкости);
- уравнение Навье — Ламе (уравнение движения для малых деформаций линейно-упругой среды).